# Çavuştepe
Koordinaten: 38° 21′ N, 43° 28′ O

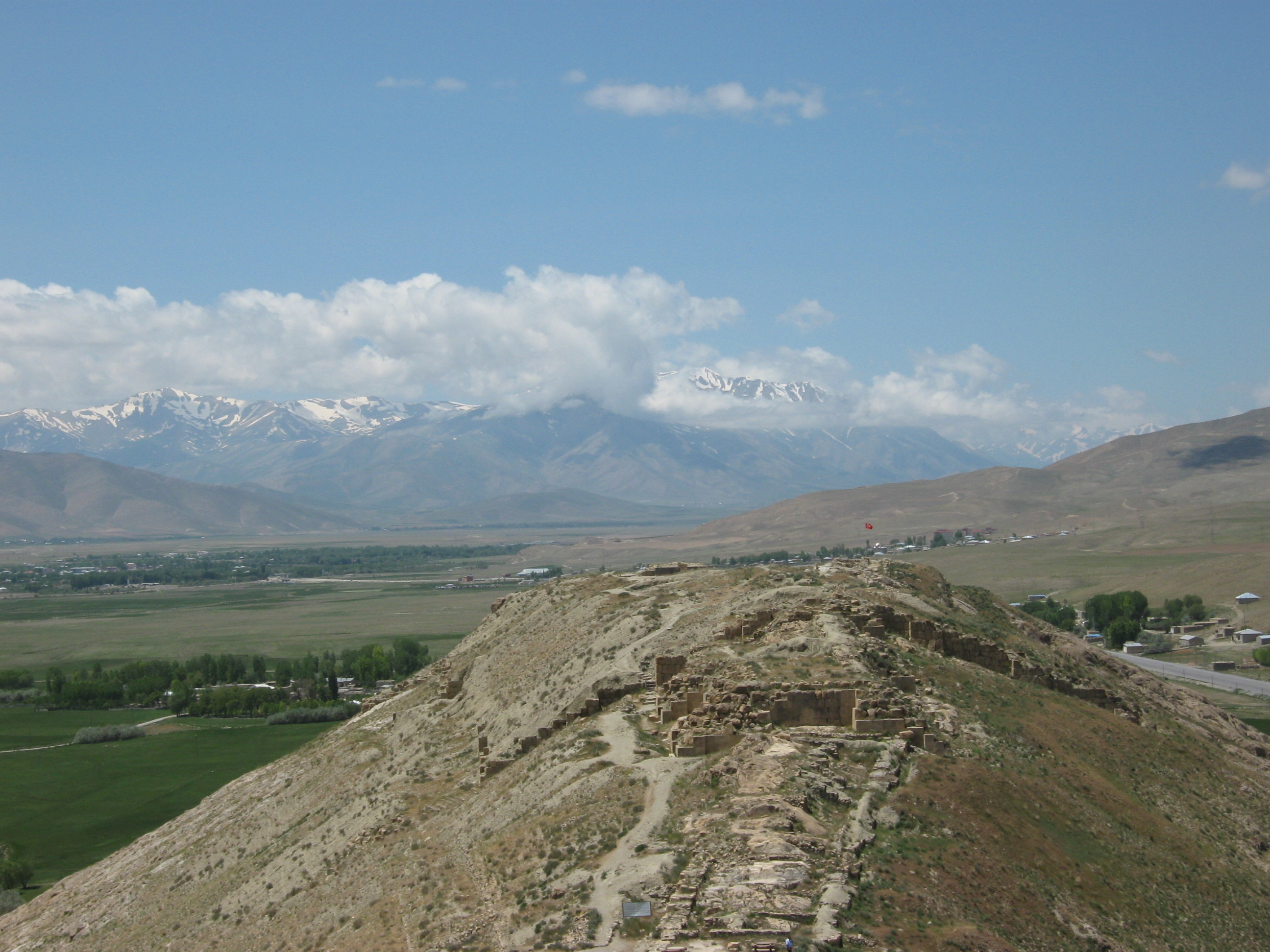
Lage auf dem Berg

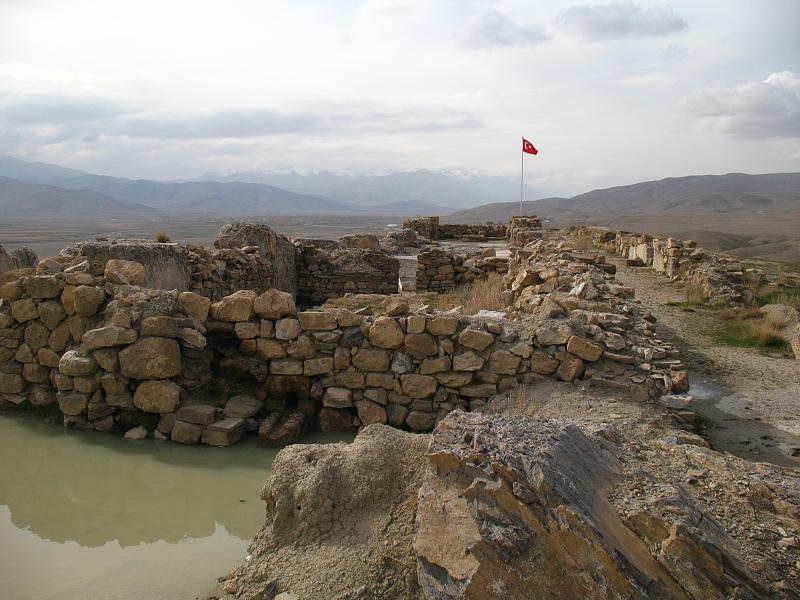
Detailansicht

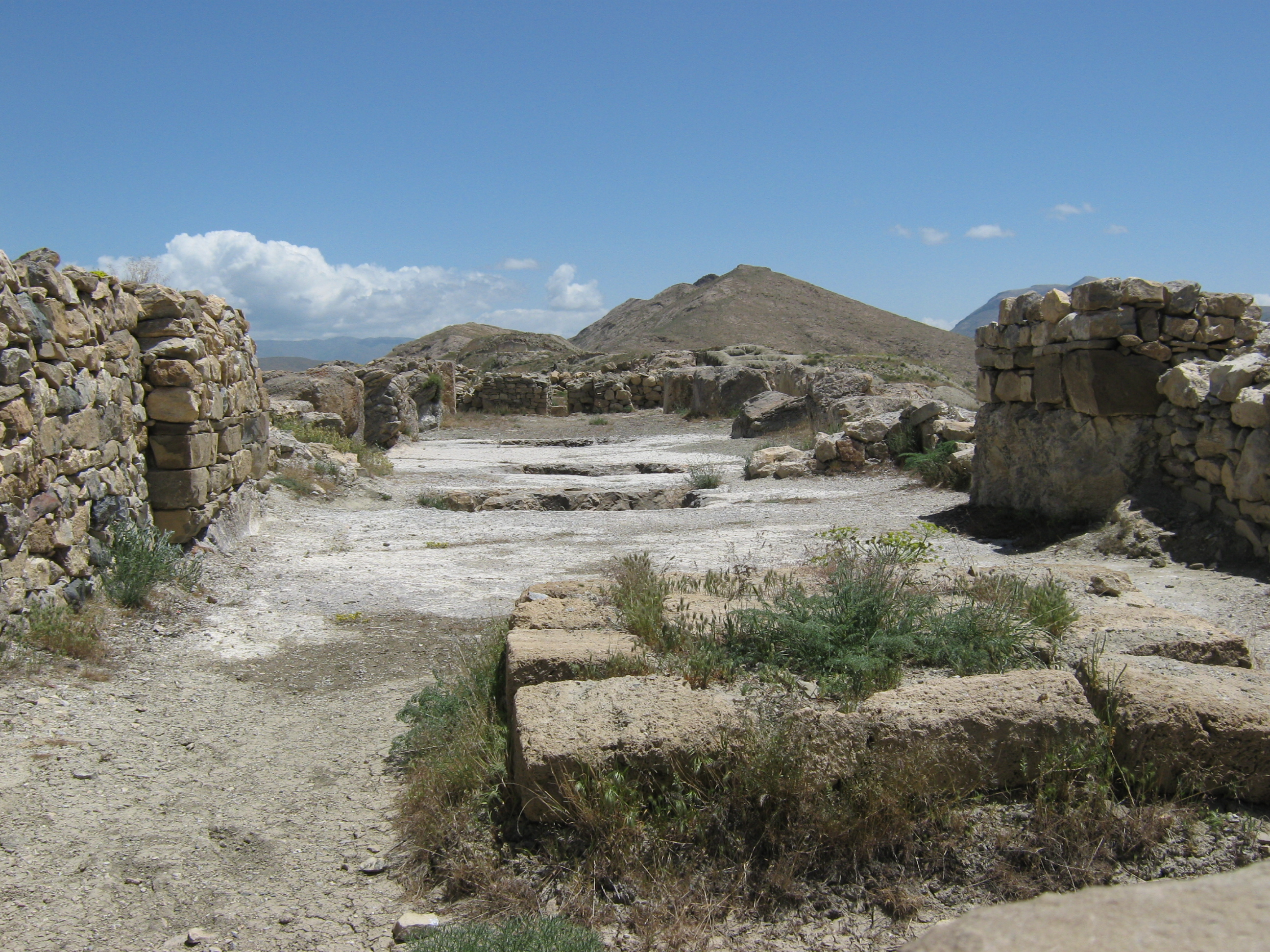
Thronraum

Çavuştepe ist ein Dorf  in der türkischen Provinz Van. Çavuştepe liegt 21 km von der Stadt Van entfernt am südöstlichen Teil des Vansees. 
In Çavuştepe befinden sich die Überreste der urartäischen Festung Šarduriḫinili (Sarduris Stadt), die zwischen 764 und 735 v. Chr. durch König Sarduri II. errichtet wurden. Die Festung befindet sich am Hang des Bol Dağı, was der Festung strategische Bedeutung verlieh. Eine wichtige Heeresstraße führte von der urartäischen Hauptstadt Tušpa nach Šarduriḫinili und von dort über den Kel-i-Schin-Pass nach Musasir.

## Ruinen
Šarduriḫinili wurde erbaut, als Urartu mächtig war und ist ein beeindruckendes Beispiel für die urartäische Architektur, Kunst und Kultur. Ausgrabungen fanden zwischen 1961 und 1986 unter Afif Erzen statt. Die Festungsanlage Šarduriḫinili besteht aus einer Akropolis und einer Unterstadt. In der kleineren oberen Festung befindet sich ein Tempel des Gottes Ḫaldi, in der unteren Festung der Palast, Depots, Ställe, Werkstätten und ein Tempel für den Gott Irmušini. In anderen Festungen wurden keine Tempel anderer Götter gefunden, sondern nur solche für Ḫaldi.
Innerhalb der Festungsmauer gibt es auch Zisternen. Während der Ausgrabungen wurde eine königliche Toilette entdeckt.

## Inschriften
Über die Festung verstreut wurden viele Weihe- und Dankinschriften des Königs an den Gott Ḫaldi gefunden. Eine exemplarische Inschrift lautet:

„Durch die Größe des Gottes dḪaldi errichtet Sarduri, Sohn des Argišti, diesen Getreidespeicher. Dort ist 5800 kapi (Maß) [Getreide enthalten].“

Die Festung wurde im 7. Jh. v. Chr. zerstört, vielleicht durch die Skythen. Im Mittelalter wurden Steine der Festung zum Bau von Häusern benutzt.